# Форостецький Володимир Васильович
Володи́мир Васи́льович Форосте́цький (29 серпня 1946, Ужгород—1 квітня 2017) — український художник. Заслужений діяч мистецтв України (2001). Член Національної спілки художників України (від 1977). Член Спілки дизайнерів України (від 1996).

## Біографічні дані
Син художника Василя Форостецького.
Закінчив Львівську академію мистецтв.
Учасник багатьох національних, міжнародних та регіональних художніх виставок. Роботи експонувалися на виставках в Англії, Голландії, Франції, Німеччині, Австрії, Фінляндії, Польщі, Росії, Угорщині.
Персональні виставки: Запоріжжя — 1998, 2001.